# Philodromus pericu
Philodromus pericu es una especie de araña cangrejo del género Philodromus, familia Philodromidae. Fue descrita científicamente por Jiménez en 1989.

## Distribución
Esta especie se encuentra en México.